# Козловець (Лодзинське воєводство)
Козловець (пол. Kozłowiec) — село в Польщі, у гміні Посвентне Опочинського повіту Лодзинського воєводства.
Населення — 48 осіб (2011).
У 1975—1998 роках село належало до Пйотрковського воєводства.

## Демографія
Демографічна структура станом на 31 березня 2011 року:
|          | Загалом | Допрацездатний вік | Працездатний вік | Постпрацездатний вік |
| -------- | ------- | ------------------ | ---------------- | -------------------- |
| Чоловіки | 29      | 2                  | 22               | 5                    |
| Жінки    | 19      | 2                  | 8                | 9                    |
| Разом    | 48      | 4                  | 30               | 14                   |